# Nanyue

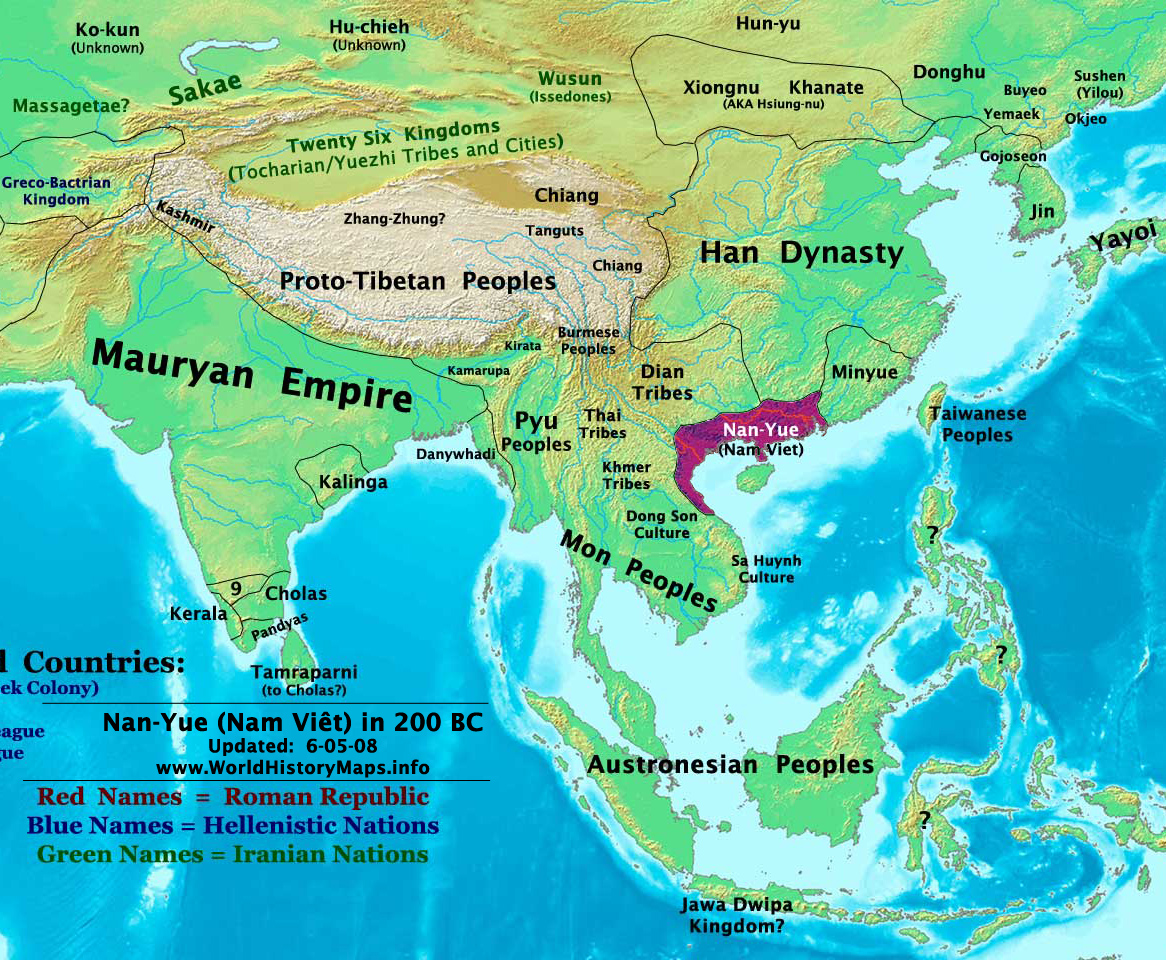
Localización de Nanyue

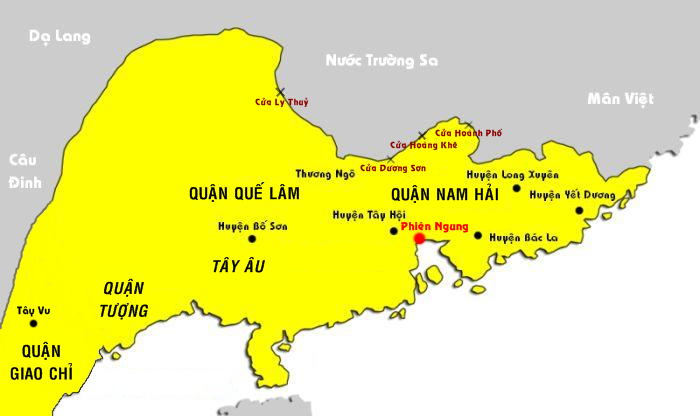
Nanyue (203 a. C.)

Nanyue (en chino tradicional, 南越; pinyin, Nányuè; en cantonés: Nām4yūd6) fue un antiguo reino que abarcaba partes de las modernas provincias chinas de Guangdong, Guangxi y Yunnan y la mayor parte del norte del actual Vietnam. El reino fue establecido por el general han Zhao Tuo de la dinastía Qin, quien asimiló las costumbres del pueblo Yue y de China central en su territorio. Su capital se llamaba Panyu, lo que hoy en día es Cantón, China. En Vietnam, el nombre Dinastía Triệu (basada en la pronunciación vietnamita del apellido Zhào) se usa en referencia al linaje de los reyes de Nanyue, y por extensión a la era del gobierno Nanyue.
Nanyue y sus gobernantes mantenían una relación adversa con la dinastía Han, que se refería a Nanyue como un estado vasallo, aunque en la práctica era autónomo. En ocasiones, los gobernantes de Nanyue rendían pleitesía simbólica a la dinastía Han, pero se denominaban a sí mismos emperadores. En 113 a. C., el líder de la cuarta generación Zhao Xing intentó que Nanyue se incluyera formalmente como parte del Imperio Han. Su primer ministro Lü Jia se opuso con vehemencia y posteriormente asesinó a Zhao Xing, instalando a su hermano mayor Zhao Jiande en el trono y forzando un enfrentamiento con la dinastía Han. Al año siguiente, el emperador Wu de Han envió 100.000 soldados a la guerra contra Nanyue. A finales de año, el ejército había destruido Nanyue y establecido gobierno Han. El estado dinástico duró 93 años y tuvo cinco generaciones de monarcas.
La existencia de Nanyue permitió a la región Lingnan evitar el caos y las penurias que rodearon el colapso de la dinastía Qin y que experimentaron las regiones del norte, predominantemente chinas Han. El reino fue fundado por líderes originarios de la Planura Central de China y todos eran de origen chino han.  Fueron los responsables de llevar la burocracia y las técnicas artesanales de estilo chino a los habitantes de las regiones meridionales, así como el conocimiento de la lengua china y el escritura. Los gobernantes nanyue promovieron una política de "Armonización y reunión de las tribus Cien Yue" (en chino, 和集百越), y animaron a la etnia han a emigrar desde la región del río Amarillo hacia el sur. Los gobernantes nanyue no se oponían entonces a la asimilación de las culturas yue y han.
En Vietnam, los gobernantes de Nanyue reciben el nombre de dinastía Triệu'. El nombre "Vietnam" (Việt Nam) se deriva e invierte de Nam Việt, la pronunciación vietnamita de Nanyue. En la histogriorapia tradicional vietnamita, importantes obras como el Đại Việt sử ký] consideraban que Nanyue era un estado legítimo de Vietnam y el punto de partida oficial de su historia. Sin embargo, a partir del siglo XVIII, la opinión de que Nanyue no era un estado vietnamita legítimo y que Zhao Tuo era un invasor extranjero empezó a ganar fuerza. Después de la Segunda Guerra Mundial, se convirtió en la opinión dominante entre los historiadores vietnamitas de Vietnam del Norte y, tras la reunificación de Vietnam, se convirtió en la ortodoxia oficial del Estado promovida por el gobernante Partido Comunista Vietnamita. Nanyue fue eliminado de la historia nacional mientras que Zhao Tuo fue establecido como un invasor extranjero.

## Historia
La historia de Nanyue fue escrita en las Memorias históricas del historiador de la dinastía Han Sima Qian, entre el 109 a. C. y el 91 a. C.
Luego que el primer Emperador de China, Qin Shi Huang, unificara China a través de la conquista de los seis reinos en el año 219 a. C., ordenó a sus generales conquistar las regiones que hoy en día son Guangdong y Guangxi. La conquista se completó el año 214 a. C. Se formó una nueva unidad administrativa, la Comandancia Nanhai (南海郡), para regir lo que aproximadamente hoy en día se conoce como Guangdong. Zhao Tuo fue designado a administrar Lóngchuān (龍川), un puesto estratégico en el ejército. Solicitó a Qin Shi Huang el envío de 500 mil personas desde la China Central hasta Nanhai para asimilar las culturas Yue y China Central.

### Establecimiento
Después de la muerte de Qin Shi Huang, China Central sufrió una ola de disturbios en contra de la dinastía Qin, lo que produjo su capitulación. El 208 a. C., el líder de la Comandancia Nanhai, Ren Xiao (任囂), designó a Zhao Tuo para suceder su posición y le aconsejó que estableciera un país en el sur, tomando ventaja de las fronteras montañosas con la China del norte. Zhao pronto reforzó las defensas en los pasos montañosos del norte y reemplazó a los oficiales Qin por sus seguidores. El 203 a. C. conquistó otras dos comandancias, Guilin (桂林郡, aproximadamente lo que es Guangxi) y Xiang "Elefante" (象郡, aproximadamente lo que es Yunnan y el norte y centro de Vietnam), al sur de las montañas. Había nacido así el nuevo reino de Nanyue, con Panyu como su capital; Zhao Tuo se autoproclamó Wǔ Wáng (武王, lit. rey marcial) de Nanyue.
Liu Bang, luego de años de guerra con sus rivales, estableció la dinastía Han y reunificó la China Central en 202 a. C. Liu y sus sucesores adoptaron una política pacífica para dar a este imperio tiempo a regenerarse. El año 211 a. C., el emperador Liu envió a Lu Jia (陸賈) a Nanyue para nombrar a Zhao Tuo como rey de Nanyue. Las relaciones comerciales se establecieron en el límite entre Nanyue y el reino Han de Changsha. Aunque Nanyue era un estado súbdito de los Han, mantuvo gran autonomía.
Después de la muerte de Liu el año 195 a. C., el gobierno fue puesto en manos de su esposa, la Emperatriz de Lu (呂后). El rey de Changsha pidió a Lu bloquear el comercio entre los dos reinos y se preparó para la conquista de Nanyue. Ante esto, Zhao Tuo, cegado por la ira, se autoproclamó Emperador de Nanyue y atacó el reino de Changsha. Lu envió al general Zao (灶) para castigarle. El clima caluroso y húmedo hizo lo propio, enfermando a los soldados e incapacitando al ejército a cruzar las montañas, el cual tuvo que retirarse. Con el éxito militar, Zhao Tuo reunió los estados vecinos de Minyue (閩越) al este, y de Ouluo (甌雒) al oeste para convertirlos en reinos súbditos. La emperatriz entonces asesinó al clan de Zhao en Han y dañó las tumbas de sus ancestros.
En 179 a. C. ascendió al trono del Imperio Han Liu Heng, quien invirtió la política de la emperatriz. Envió oficiales a la villa familiar de Zhending (真定), colocó una guarnición en la villa y dio ofrendas a sus ancestros regularmente. Su primer ministro, Chen Ping (陳平), aconsejó enviar a Lu Jia, familiar de Zhao Tuo, a Nanyue. Este último, sorprendido con la llegada de Lu, retiró su título de emperador y Nanyue se convirtió en estado súbdito de los Han.
Los Yue, bajo la dominación de los Han, fueron forzados, torturados y esclavizados para reparar y realzar la Gran Muralla china.

### Zhao Hu
Zhào Tuō falleció en el 137 a. C. Lo sucedió como rey de Nányuè, su nieto Zhào Hú (趙胡). Yǐng Xìng (郢興), el rey de Mǐnyuè, atacó a Nányuè. Zhào Hú le pidió al emperador Liu Che que enviara tropas para detener el ataque de Mǐnyuè. El emperador envió dos generales a Mǐnyuè. Antes del avance de Han hacia Mǐnyuè, Yú Shàn (餘善) el hermano más joven de Yǐng Xìng, mató a Yǐng Xìng y se rindió.
El emperador Liu Che envió a Zhuang Zhu (莊助) a Nanyue. Zhao Hu le agradeció al emperador y envió a su hijo Zhao Yingqi (趙嬰齊) a Chang'an la capital Han. Aquel expresó su intención de ir también a Chang'an pero su ministro le aconsejó que no lo hiciera, ya que corría el riesgo de no poder regresar y poner en riesgo la existencia del reino. Por lo tanto simuló estar enfermo y permaneció en Nanyue. Zhao Hu estuvo en realidad enfermo por un lapso de diez años y luego falleció. Se le asignó el nombre póstumo de Wén Dì (文帝).

### Zhao Yingqi
Zhao Yingqi regresó a Nanyue y sucedió al rey. Se casó con una mujer de la familia Jiu (樛), proveniente de Handan y tuvieron un hijo al que llamaron Zhao Xing (趙興) mientras el padre se encontraba en Chang'an. Pidió al emperador que nombrara a Jiu como reina y a Zhao Xing príncipe y envió a su segundo hijo a Chang'an. Zhao Yingqi murió y se le asignó el nombre póstumo de Míng Wáng (明王).

### Zhao Xing
Zhao Xing fue el sucesor de Zhao Yingqi. Como era joven, su madre tomó el control del reino. En el año 113 a. C., el emperador envió a Anguo Shaoji (安國少季) a Nanyue a preguntar al rey y su madre acerca de la visita del emperador. Anguo Shaoji había sido amante de Jiu cuando ella se encontraba en Chang'an y retomaron su relación, lo que hizo que los súbditos desconfiaran de ella. Para asegurar sus puestos, el rey y su madre comenzaron a buscar la forma de convertir a Nanyue en un reino dentro del imperio Han. Junto a Anguo Shaoji intentaron persuadir a Lü Jia (呂嘉) y otros ministros a seguirlos. Lü Jia se negó y luego se marchó, por lo que Jiu intentó asesinarlo, pero Zhao Xing se lo impidió.
Lü Jia se negó a tener un encuentro con el rey y comenzó a planear una rebelión. Como sabía que el rey no tenía intención de matarlo, no llevó a cabo el plan durante meses.

### Zhao Jiande
Lü Jia llevó a efecto su rebelión y asesinó al rey y su madre, para luego nombrar a Zhao Jiande (趙建德), hijo mayor de Zhao Yingqi, rey de Nanyue. El otoño del 112 a. C. el emperador envió una armada de cien mil naves a atacar el reino. El invierno del 111 a. C. la capital, Panyu, cayó y muchos se rindieron. Lü Jia y Zhao Jiande escaparon por mar y pronto fueron capturados. Nanyue fue incorporado oficialmente al imperio Han.

## Reyes
| Nombre personal | Nombre personal | Nombre personal | Nombre personal | Nombre póstumo | Nombre póstumo | Nombre póstumo | Nombre póstumo | Reinado         |
| --------------- | --------------- | --------------- | --------------- | -------------- | -------------- | -------------- | -------------- | --------------- |
| Chino           | Cantonés        | Pinyin          | Vietnamita      | Chino          | Cantonés       | Pinyin         | Vietnamita     |                 |
| 趙佗            | Zīu6 Tō4        | Zhào Tuó        | Triệu Đà        | 武王           | Mou5 Wōng4     | Wǔ Wáng        | Vũ Vương       | 203 – 137 a. C. |
| 趙眜            | Zīu6 Mūd6       | Zhào Mò         | Triệu Mạt       | 文王           | Men4 Wōng4     | Wén Wáng       | Văn Vương      | 137 – 122       |
| 趙嬰齊          | Zīu6 Ying1cei4  | Zhào Yīngqí     | Triệu Anh Tề    | 明王           | Ming4 Wōng4    | Míng Wáng      | Minh Vương     | 122 – 115       |
| 趙興            | Zīu6 Hing1      | Zhào Xīng       | Triệu Hưng      | 哀王           | Ōi1 Wōng4      | Āi Wáng        | Ai Vương       | 115 – 112       |
| 趙建德          | Zīu6 Gīn3deg1   | Zhào Jiàndé     | Triệu Kiến Đức  | 陽王           | Yêng4 Wōng4    | Yáng Wáng      | Dương Vương    | 112 – 111       |

## Controversias
Han existido controversias entre los vietnamitas, sobre la dinastía Zhao/Triệu. Muchos consideran a este como un período de dominación china, ya que eran gobernados por un general chino, mientras otros lo consideran un período de independencia porque creen que el rey había adoptado las costumbres Yue/Việt e incluso gobernó desafiando al Emperador Han.
La mayoría de los anales oficiales vietnamitas antiguos, como el Đại Việt sử ký toàn thư, nombran a la dinastía Trieu como una dinastía vietnamita. Ha habido puntos de vista que discrepan, pero no fue hasta el siglo XX que se aceptó oficialmente la visión de que eran agresores extranjeros. Hoy en día, todos los libros de historia aprobados oficialmente consideran a la Dinastía Trieu un período de dominación extranjera.

## Geografía y demografía

### Fronteras

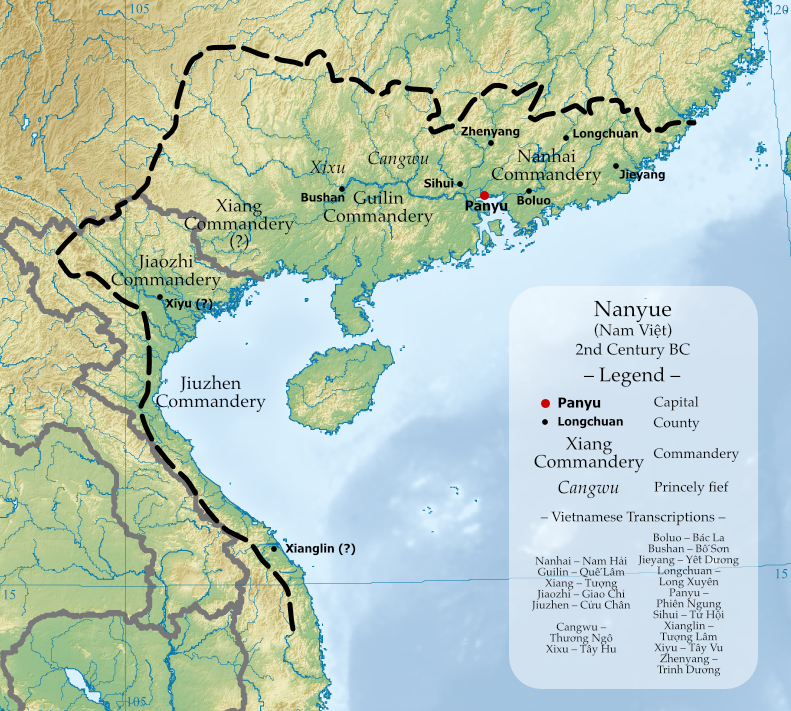
Commanderies y condados conocidos de Nanyue.

Nanyue comprendía originalmente las comandancias Qin de Nanhai, Guilin, y Xiang. Después del 179 a. C., Zhao Tuo persuadió a Minyue, Yelang, Tongshi y otras zonas para que se sometieran al dominio de Nanyue, pero no estaban estrictamente bajo su control. Después de que la dinastía Han occidental derrotara a Nanyue, su territorio se dividió en las siete comandancias de Nanhai, Cangwu, Yulin, Hepu, Jiaozhi, Jiuzhen y Rinan. Tradicionalmente se creía que la conquista Qin de las regiones meridionales incluía la mitad norte de Vietnam, y que esta zona también estaba bajo el control de Nanyue. Sin embargo, los eruditos han afirmado recientemente que es probable que los Qin nunca conquistaran territorio en lo que hoy es Vietnam, y que la dominación china allí fue lograda primero por los propios Nanyue.

### Divisiones administrativas
Zhao Tuo siguió el sistema de Comandancias-Condados de la dinastía Qin al organizar el reino de Nanyue. Dejó intactas la Comandancia de Nanhai y la Comandancia de Guilin, y dividió la Comandancia de Xiang en las Comandancias de Jiaozhi y Jiuzhen. Nanhai comprendía la mayor parte de la moderna provincia de Guangdong, y fue dividida por los Qin en los Condados de Panyu, Longchuan, Boluo y Jieyang, a los que Zhao Tuo añadió Zhenyang y Hankuang.

### Etnias
La mayoría de los residentes de Nanyue eran principalmente pueblos yue. La población china Han estaba formada por descendientes de los ejércitos Qin enviados a conquistar el sur, así como por muchachas que trabajaban como prostitutas del ejército, oficiales Qin exiliados, criminales exiliados, mercaderes, etcétera.
El pueblo yue estaba dividido en numerosas ramas, tribus y clanes.
Los nanyue vivían en el norte, este y centro de Guangdong, así como un pequeño grupo en el este de Guangxi.
Los Xi'ou vivían en la mayor parte de Guangxi y el oeste de Guangdong, concentrándose la mayor parte de la población a lo largo de la región del río Xun y las zonas al sur del río Gui, ambas parte de la cuenca del río Xi. Los descendientes de Yi-Xu-Song, el caudillo asesinado resistiendo a los ejércitos de Qin, actuaron como gobernadores autoimpuestos de los clanes Xi'ou. En el momento de la derrota de Nanyue a manos de la dinastía Han, sólo en la comandancia de Guilin había varios cientos de miles de Xi'ou.
Los clanes Luoyue vivían en lo que hoy es el oeste y el sur de Guangxi, el norte de Vietnam, la Península de Leizhou, Hainan y el suroeste de Guizhou. Las poblaciones se centraban en las cuencas del Zuo y del You en Guangxi, el delta del río Rojo en el norte de Vietnam y la cuenca del río Pan en Guizhou. Se dice que el nombre chino "Luo", que designaba a un caballo blanco con crin negra, se les aplicó después de que los chinos vieran su método de cultivo de tala y quema en las laderas.

## Hallazgos arqueológicos
En junio de 1988 fue hallada en Cantón la tumba de Zhao Hu. Se encontraron miles de objetos, incluyendo utensilios rituales de bronce, instrumentos musicales, armas, utensilios agrícolas, lacas, sedas y joyas de jade, oro, plata y marfil. También fueron halladas otras cosas junto enterradas junto al rey, entre ellas, el sello de oro de Wen Di.

## Guangdong y Vietnam
Nán/Nam (南) quiere decir "en el sur", mientras que Yuè/Việt (越) significa "gente de Yue" o "lugar de la gente de Yue". Por lo que Nam Việt es "país del sur en el lugar de la gente de Yue".
El carácter chino 越 (Yuè/Việt) y su variante homónima 粤 (Yuè/Việt), fueron usados en épocas pasadas para referirse a los habitantes del sur de China. Hoy en día, el primer carácter se refiere tanto a la gente, la cultura y los idiomas de la provincia de Zhejiang (en la costa oriental de China) o de Vietnam; mientras el segundo carácter a los de la provincia de Guangdong.
Después que la etnia han controlara Nanyue por cerca de 1000 años, la gente al norte de Vietnam fueron solo parcialmente asimiladas lingüística y culturalmente, mientras que las de las actuales Guangdong y Guangxi lo fueron por completo.
Los habitantes del norte de Vietnam rompieron completamente con la China Han el año 938, luego de la victoria en el río Bach Dang. Formaron su propio reino al que llamaron Đại Việt (el Gran Reino Viet). Este reino se desarrolló con fuerza; tanto fue así que se expandió al sur y conquistó el reino Champa (en el centro de Vietnam) y la mayor parte del imperio Jemer (en el sur de Vietnam), forzando a estos últimos a emigrar. En el siglo XIX, Nguyen Anh, un rey Viet, quiso cambiar el nombre del reino de Dai Viet a Nam Viet. Pero algunas personas tuvieron miedo que se confundiera con el reino Nam Viet de Zhuo Tuo, por lo que se dio vuelta el nombre quedando como Viet Nam.